# Şeyhoğlu, Göynücek
Şıhoğlu là một xã thuộc huyện Göynücek, tỉnh Amasya, Thổ Nhĩ Kỳ. Dân số thời điểm năm 2010 là 146 người.